# Телесуфлер

Схема роботи сучасного телесуфлера:: (1) Телекамера(2) Кожух(3) Монітор(4) Напівпрозоре дзеркало(5) Зображення від об'єкта(6) Зображення з монітора

| (1) Телекамера             | (2) Кожух                 |
| (3) Монітор                | (4) Напівпрозоре дзеркало |
| (5) Зображення від об'єкта | (6) Зображення з монітора |

Телесуфлер (фр. Télésouffleur — телепідказувач), телепромтер, телепромптер (Teleprompter від prompt «підказка», autocue) — дисплей, що відображає текст промови або сценарію для диктора або актора непомітно для глядача. Раніше паперова стрічка і картки для того ж.

Телесуфлер розташовується прямо перед об'єктивом, і диктор, звертаючись до підказки, не перестає дивитися в камеру, так що у глядачів виникає ілюзія спонтанності мови.

Швидкістю прокрутки управляє або людина, яка сидить в апаратній (оператор телепромтера), або сам диктор (за допомогою прихованої педалі).